# Besfort Zeneli
Besfort Zeneli, né le 21 novembre 2002 en Suède, est un footballeur international suédois qui évolue au poste de milieu central à l'IF Elfsborg.

## Biographie

### En club
Né en Suède, Besfort Zeneli est formé par l'IF Elfsborg. Il signe son premier contrat professionnel avec le club à 19 ans, le 6 janvier 2022. Il signe un contrat de deux ans et est intégré à l'équipe première.
Le 28 juillet 2022, il joue son premier match en professionnel, à l'occasion d'une rencontre qualificative pour la phase de groupe de la Ligue Europa Conférence 2022-2023 face au Molde FK. Il entre en jeu à la place de Michael Baidoo, et son équipe est battue par deux buts à un,.
Zeneli fait sa première apparition dans l'Allsvenskan, l'élite du football suédois, le 11 septembre 2022 face au GIF Sundsvall. Entré en jeu à la place de Michael Baidoo, il voit Elfsborg l'emporter par deux buts à zéro, sur deux réalisations de Baidoo, qu'il a remplacé.

### En sélection
Besfort Zeneli joue son premier match avec l'équipe du Kosovo espoirs le 24 mars 2023 contre la Moldavie. Il entre en jeu à la place de Veton Tusha (en) et les deux équipes se neutralisent (0-0 score final).

## Vie privée
Besfort Zeneli est le frère d'Arbër Zeneli. Tous les deux ont été formés à l'IF Elfsborg et y ont débuté leur carrière professionnelle.